# Eurotrip
Eurotrip je americká filmová komedie z roku 2004 o skupině mladých Američanů a jejich dobrodružství při cestě Evropou za dopisovou kamarádkou (pen-friend) jednoho z nich.

## Děj
Za Scottem chtěla přijet do Ameriky jeho emailová přítelkyně Mieke. Do té doby žil Scott v přesvědčení, že Mieke je německé mužské jméno (jako anglické Mike). Jeho přítel Cooper ho přesvědčí, že Mieke v něm vidí potenciálního homosexuálního přítele. To Scotta vyděsí a proto "Miekeovi" napíše, že se s ním nechce setkat. Když ale zjistí, že Mieke je přitažlivá dívka, která by navíc mohla být "ta pravá", vydává se s Cooperem za ní do Berlína. S nimi jedou ještě sourozenci Jenny a Jamie, kteří chtěli jet do Evropy původně sami. Během své evropské cesty se setkají se skupinou anglických hooligans, projedou Paříží, zamíří do erotického Amsterdamu, zabloudí také do Bratislavy, kam je doveze Berlín nesnášející a opilý řidič a udělají skandál ve Vatikánu, kde způsobí pozdvižení tím, že si celý svět začne myslet, že zemřel papež.
Film byl natáčen v české koprodukci. Řada scén se odehrává přímo v Praze. Ta zde např. znázorňuje Bratislavu, scény z Paříže byly natočeny před Rudolfinem, scéna z Amsterodamu, kde hlavní aktéři stojí na mostě, se natáčela na Kampě pod Karlovým mostem a interiéry vatikánské baziliky najdeme v Národním muzeu. Jako škola v úvodu filmu posloužila International School of Prague v Nebušicích. Stejně tak scény z pařížského nádraží, resp. římského letiště pocházejí z pražského Hlavního nádraží, respektive letiště v Ruzyni.

## Čeští herci
- Petr Jákl
- Lenka Vomočilová
- Jakub Kohák
- Vilém Holý
- Miroslav Táborský
- Vítězslav Bouchner
- Adam Dotlačil
- Olga Lounová
- David Matásek

## Zajímavosti
- Film se měl původně jmenovat Ugly Americans (Zlobiví Američané), ale poté, co práva na něj zakoupila společnost Montesino Pictures, došlo ke změně názvu, neboť společnost doufala v přilákání fanoušků filmu Road Trip.
- Skupina, která na večírku hraje píseň Scotty Doesn´t Know, se jmenuje Lustra a její členové jsou autory zmíněné písně.
- V menších rolích se ve filmu mihli např. David Hasselhoff, Matt Damon, Lucy Lawless a Jeffrey Tambor.